# Ryticaryum elegans
Ryticaryum elegans är en tvåhjärtbladig växtart som beskrevs av Schellenb.. Ryticaryum elegans ingår i släktet Ryticaryum och familjen Icacinaceae. Inga underarter finns listade i Catalogue of Life.